# Secretaría de Programación y Presupuesto
|                 |
| SPP (1958–1992) |

Das Secretaría de Programación y Presupuesto (SPP) war ein 1958 unter Präsident Adolfo López Mateos gegründetes politisches „Sekretariat (der Regierung) für Programm und Haushalt“ in Mexiko. Als Sekretariat der Regierung war es vergleichbar mit einem Ministerium auf Staatsregierungsebene.
Die ursprüngliche Gründungsbezeichnung des Sekretariats, das der direkten Planungs- und Verwaltungsunterstützung der Regierung diente, lautete Secretaría de la Presidencia de la República. Die Umbenennung des Sekretariats im Zusammenhang mit einer Erweiterung des Zuständigkeitsbereichs erfolgte im Jahr 1976 durch Präsident José López Portillo.
1992 löste Präsident Carlos Salinas de Gortari  das Sekretariat auf und übergab einen Teil der Aufgaben dem Finanzsekretariat, dem Secretaría de Hacienda y Crédito Público (SHCP).

## Ehemalige Sekretäre
Das Amt eines „Secretario“ / einer „Secretaria“ der Regierung in Mexiko ist vergleichbar mit dem eines Ministers einer Staatsregierung. 
| Amtsinhaber                                               | Amtszeit                                                  | Präsident                                                 | Zeitraum                                                  |
| Secretario / Secretaria de la Presidencia de la República | Secretario / Secretaria de la Presidencia de la República | Secretario / Secretaria de la Presidencia de la República | Secretario / Secretaria de la Presidencia de la República |
| --------------------------------------------------------- | --------------------------------------------------------- | --------------------------------------------------------- | --------------------------------------------------------- |
| Donato Miranda Fonseca                                    | 1958–1964                                                 | Adolfo López Mateos                                       | 1958–1964                                                 |
| Emilio Martínez Manautou                                  | 1964–1970                                                 | Gustavo Díaz Ordaz                                        | 1964–1970                                                 |
| Hugo Cervantes del Río                                    | 1970–1975                                                 | Luis Echeverría                                           | 1970–1976                                                 |
| Ignacio Ovalle Fernández                                  | 1975–1976                                                 | Luis Echeverría                                           | 1970–1976                                                 |
| Secretario / Secretaria de Programación y Presupuesto     |                                                           |                                                           |                                                           |
| Carlos Tello Macías                                       | 1976–1977                                                 | José López Portillo                                       | 1976–1982                                                 |
| Ricardo García Sáinz                                      | 1977–1978                                                 | José López Portillo                                       | 1976–1982                                                 |
| Miguel de la Madrid                                       | 1978–1981                                                 | José López Portillo                                       | 1976–1982                                                 |
| Ramón Aguirre Velázquez                                   | 1981–1982                                                 | José López Portillo                                       | 1976–1982                                                 |
| Carlos Salinas de Gortari                                 | 1982–1987                                                 | Miguel de la Madrid                                       | 1982–1988                                                 |
| Pedro Aspe Armella                                        | 1987–1988                                                 | Miguel de la Madrid                                       | 1982–1988                                                 |
| Ernesto Zedillo                                           | 1988–1992                                                 | Carlos Salinas de Gortari                                 | 1988–1994                                                 |
| Rogelio Gasca Neri                                        | 1992–                                                     | Carlos Salinas de Gortari                                 | 1988–1994                                                 |